# Американски кокер шпаньол
Американски кокер шпаньол e порода кучета, подходящи за отглеждане в домашни условия.

## История
Американският кокер шпаньол е произлязъл от Английския кокер шпаньол през 19 век. През 1940 г. Американският кокер започва толкова да се различава от Английския, че се налага разделянето на тези две породи през 1945 г., като тогава официално са определени стандартите за всяка една от тях. Въпреки че произлиза от ловна порода, и запазва някои от ловните си навици, тази порода кокери се използва предимно за киноложки изложби или компаньони.

## Характер
Американският кокер шпаньол е интелигентно куче, лесно приспособимо и податливо на обучение. Той е много послушен и жизнерадостен, игрив и предан компаньон. Кучетата от тази порода са добри с децата, много социални и се разбират с другите кучета. Те уважават властта на своя господар. Нежни и доверчиви са.

## Външен вид
Американският кокер шпаньол е красиво куче с дълги висящи и силно окосмени уши, закръглена глава, и с гъста, мека, средно дълга козина. Тази порода кокер е по-малка по размери от Английския кокер, муцуната е по-къса, очите са с тъмен цвят и интелигентно изражение. Носът е винаги черен за кучетата с черен цвят, но може да е кафяв за кучетата с други цветове. Тялото е компактно, с къс гръб. Шията е дълга и замускулена. Гръдният кош е дълбок. Крайниците са с добре развита мускулатура и с обилно окосмяване. Лапите са овални, с плътни възглавнички и обилно окосмяване. Опашката е купирана на 2/5 от оригиналната ѝ дължина и се носи на същата линия като гърба.

### Ръст и тегло
Ръст: мъжките кучета обикновено са високи около 35 – 40 см, а женските 32 – 36 см. Тегло: мъжките кучета имат тегло около 12,13 кг, а женските 10 – 12 кг.

## Здравни особености
Склонни са към ушни заболявания, като особено през лятото ушите им трябва да се проверяват често. Поради дългите уши, които често докосват земята, те стават лесна мишена на паразити като кърлежи, които много често водят до глухота. Друго на което трябва да се обърне внимание, е заболяванията на очите, напр. глаукома и катаракт, често ослепяват около 8 – 9 година. Затова те трябва редовно да се преглеждат от ветеринар и да се почистват. Средната продължителност на живота на тази порода е 9 – 15 години.